# Gallium(III)-sulfid
Gallium(III)-sulfid ist eine anorganische chemische Verbindung des Galliums aus der Gruppe der Sulfide.

## Gewinnung und Darstellung
Gallium(III)-sulfid kann durch Reaktion von Gallium mit Schwefel bei 1250 °C gewonnen werden.
{\displaystyle \mathrm {2\ Ga+3\ S\longrightarrow Ga_{2}S_{3}} }
Ebenfalls möglich ist die Darstellung durch Reaktion von Gallium(III)-oxid oder Gallium(III)-hydroxid mit Schwefelwasserstoff.
{\displaystyle \mathrm {Ga_{2}O_{3}+3\ H_{2}S\longrightarrow Ga_{2}S_{3}+3\ H_{2}O} }
{\displaystyle \mathrm {2\ Ga(OH)_{3}+3\ H_{2}S\longrightarrow Ga_{2}S_{3}+6\ H_{2}O} }

## Eigenschaften
Gallium(III)-sulfid ist ein weißer bis gelber geruchloser Feststoff, der mit Wasser reagiert. 
Er löst sich in wässrigen Säuren und hydrolysiert an Luft langsam mit Schwefelwasserstoff-Entwicklung.
{\displaystyle \mathrm {Ga_{2}S_{3}+4\ H_{2}O\longrightarrow 2\ GaO(OH)+3\ H_{2}S} }
Die Verbindung tritt in zwei Formen auf. Die Niedertemperaturform α-Ga2S3 hat eine Zinkblendestruktur während die Hochtemperaturmodifikation β-Ga2S3 eine Wurtzitstruktur bildet. Die Umwandlungstemperatur zwischen den beiden Formen liegt zwischen 550 und 600 °C. Durch mehrere Tage Tempern bei 1000 °C entsteht schließlich als stabile Modifikation eine monokline Überstruktur des Wurtzit-Typs (Raumgruppe Cc (Raumgruppen-Nr. 9), Gitterparameter a = 11,11 Å, b = 6,395 Å, c = 7,021 Å, β = 121,2°) mit geordneter Verteilung der Metallatome.

## Verwendung
Galliumsulfid wird in CIGS-Photovoltaikmodulen als Halbleiter verwendet.